# 布朗克斯動物園
布朗克斯動物園（Bronx Zoo）是位於美國紐約市布朗克斯公園中、橫跨布朗克斯河的一個動物園，它是美國面積最大的動物園之一，達265英畝（107公頃）。它是國際野生生物保護學會的總部所在地，动物园与水族馆协会成員。

## 歷史

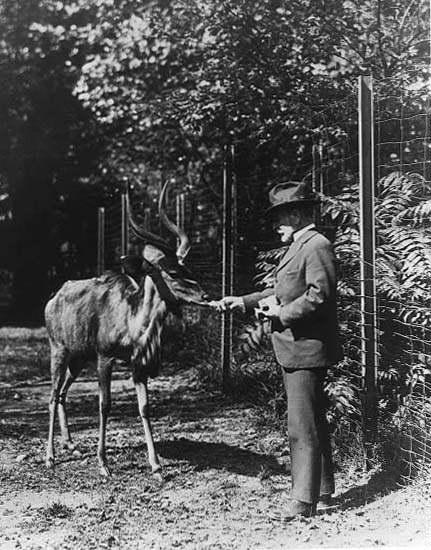
威廉·坦普尔·霍纳迪正在餵一隻大旋角羚，1920年

1895年，以麥迪遜·格蘭特為首的一群布恩和克罗克特俱樂部（Boone and Crockett Club，1887年由西奧多·羅斯福建立的一個狩獵俱樂部）成員組建了紐約動物學會（New York Zoological Society，今國際野生生物保護學會），并打算再成立一個動物園以促進動物學的研究。
動物園本身（Bronx Zoological Park或Bronx Zoological Gardens）在1899年11月8日對外開放，共有843隻動物。首任園長為動物學家威廉·坦普尔·霍纳迪，他在這個位子上一呆就是三十年。

## 事件

### 种族主义
1906年9月，刚果的俾格米人奥塔·本加（Ota Benga）在布朗克斯动物园的猴舍展出。他用弓箭射击目标、编织麻绳并与猩猩搏斗。虽然，据《纽约时报》报道，当时“很少有人对人类在笼子里和猴子为伴的景象表示反对”，但该市的黑人教士却大为反感，认为这是黑人没被当做人来对待。
纽约市长小乔治·B·麦克莱伦（George B. McClellan, Jr.）拒绝接见那些反对的神职人员，这得到园长威廉·坦普尔·霍纳迪的称赞，他写信给市长说：“当书写动物园的历史时，这件事将成为它最有趣的一段。” 
随着问题继续发酵，霍纳迪仍然毫无歉意，坚称他唯一的目的是进行“民族学展览”（ethnological exhibit）。他说他和纽约动物学会的秘书麦迪逊·格兰特认为社会不应该由黑人教士支配。
尽管如此，霍纳迪两天就停止了展览。9月8日星期一，本加出现在动物园的人群中。1916年，当他返回刚果的行程因第一次世界大战而推迟时，本加自杀身亡。

### 人類死亡
1985年7月29日，兩隻雌性東北虎在籠中襲殺了飼養員羅賓·西尔弗曼（Robin Silverman），受害人家屬和園方互相責備，究竟飼養員為何受害仍不清楚。這是該動物園史上第一起人命案。

### 動物死亡
2000年代初，園方將剛引入的一群乌叶猴和亞洲小爪水獺混養在了一起。這些水獺之前就和別的靈長類動物一起生活過，並沒有出現意外。然而這群乌叶猴過於聒噪，還經常騷擾小水獺。2007年6月，幾隻忍無可忍的水獺在眾目睽睽之下將一隻乌叶猴抓住并淹死。這一事件被遊客錄下，傳到了YouTube上。

### 老虎確診新冠肺炎
新冠病毒疫情爆发后，动物园在2020年3月16日关闭。然而在2020年4月，动物园中的多隻老虎和獅子出现感染COVID-19的症状。当月5日，確認其中一隻4歲的馬來亞虎娜迪亞（Nadia）有病毒陽性反應，成为世界第一只感染COVID-19的老虎。它可能是被無症狀工作人員傳染的。此外，娜迪亞的姊妹阿珠兒（Azul）及2隻東北虎、3隻非洲獅也出現乾咳症狀。当月22日，动物园宣布又有4隻老虎、3隻獅子确诊。

## 外部連接
维基共享资源上的相關多媒體資源：布朗克斯動物園
- Wildlife Conservation Society: Bronx Zoo
- Bronx Park Postcards （页面存档备份，存于） featuring historical postcards from the Bronx Zoo and The New York Botanical Garden
- The Bronx Zoo forum
- Bronx Zoo Photo Gallery & Walking Tour （页面存档备份，存于）
- Bronx Zoo （页面存档备份，存于） on zooinstitutes.com